# 宮崎県総合博物館民家園
宮崎県総合博物館民家園（みやざきけんそうごうはくぶつかんみんかえん）は、宮崎県宮崎市の宮崎県総合博物館内にある民家園。宮崎県北部、西部にあった宮崎県独特の建築様式を持つ江戸時代の民家の保存を目的に、1972年（昭和42年）度から1978年（昭和53年）度にかけ、宮崎県総合博物館内に4棟が移築・復元された。

## 沿革
- 1973年（昭和48年）3月30日 - 「米良の民家」（旧所在：西米良村）の移築復元が完了。
- 1975年（昭和50年）8月31日 - 旧黒木家住宅（旧所在：高原町）の移築復元が完了。
- 1976年（昭和51年）7月13日 - 上記2棟を一般公開。
- 1977年（昭和52年）3月25日 - 「椎葉の民家」（旧所在：椎葉村）の移築復元が完了。
- 1978年（昭和53年）9月 - 旧藤田家住宅（旧所在：五ヶ瀬町）の移築復元が完了。

## 移築民家

### 旧黒木家住宅（国指定重要文化財、高原町）
宮崎県西諸県郡高原町から移築。
薩摩藩郷士の家であった。1834年（天保５年）12月から1836年（天保７年）4月にかけて建てられたことが判明している。1973年（昭和48年）に国の重要文化財に指定された。1974年度～1975年度に移築が完了した。
建物の形式としては、「オモテ」と「ナカエ」からなる寄棟造で、分棟型。屋根は茅葺きである

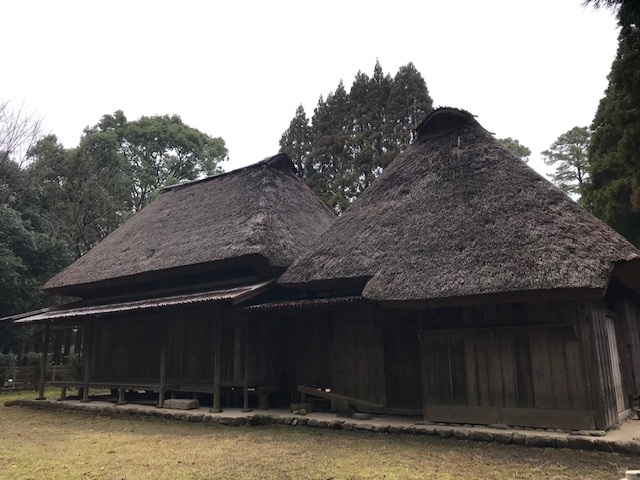
高原町「旧黒木家住宅」

。

### 旧藤田家住宅（国指定重要文化財、五ヶ瀬町）
宮崎県西臼杵郡五ヶ瀬町三ケ所から移築。1973年（昭和43年）に国の重要文化財に指定された，南九州最古の民家である。間仕切りの柱に「天明七未歳十二月吉日」と刻まれていたことから，江戸時代の1787年（天明7年）に建てられたものであるとされている。山間地帯にみられる大きな茅葺き屋根が特徴である。高千穂地方にみられる並列型の間取りで、土間がなく、「ヘンヤ」と「オモテ」の二室からなる。

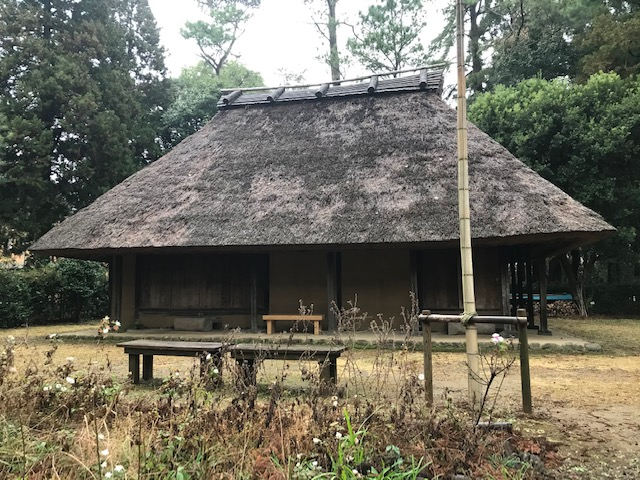
五ヶ瀬町「旧藤田家住宅」

### 「米良の民家」（宮崎県指定有形文化財、西米良村）
宮崎県児湯郡西米良村大字竹原から移築。農家の家であった。住宅と馬屋からなり、1821年（文政４年）に建てられたとされている。「ウチネ」「コザ」「シモハラ」からなる広間型の形式で、木造の寄棟造、屋根は茅葺きである。もともとは他に移築する予定で解体したものを宮崎県が譲り受け、宮崎県民家園の第一号民家として復元した。1977年（昭和52年）４月１日に宮崎県の有形文化財に指定された

。

### 「椎葉の民家」（宮崎県指定有形文化財、椎葉村）
宮崎県東臼杵郡椎葉村不土野から移築。農家の家であった。間取りは土間に続いて「ウチネ」「デイ」「コザ」の３つの部屋が並ぶ形式で、解体中に見つかった墨書から1864年（元治元年）に建てられたことが判明している。1977年（昭和52年）４月１日に宮崎県の有形文化財に指定された

。

## 利用情報
- 宮崎県総合博物館
  - 開館時間 - 9:00〜17:00（入館は16:30まで）
  - 休館日 - 毎週火曜日（火曜日が祝日又は振替休日の場合は翌日）

※民家園は博物館敷地内にあり、通年開園している。